# Set libro y audio
Set Libro-Audio (en inglés Book-and-Record set) es en sistema de educación-entretenimiento (en inglés conocido como edutainment) para niños. Estos consisten en una historia ilustrada o con fotografías, en formato de libro, revista o a veces en cómics, acompañada de grabaciones que al principio eran en discos de vinilo, luego en cintas de cassettes y actualmente en discos compactos para ser escuchados mientras se lee el libro. El libro y el audio eran complementarios, ya que la grabación tiene un estilo Radioteatro o una grabación de un soundtrack y el libro provee las imágenes visuales y los textos de la historia. Cada cierto tiempo, suena un tono o timbre que indica que se debe pasar a la siguiente página.
Estos Set Libro-Audio fueron herramientas muy populares usados en la enseñanza y en la lectura (aunque aún se usa en muy pocas partes hoy en día), como también es usado como una simple forma de entretenimiento multimedia. A veces es común ver caricaturas, superhéroes, alguna franquicia de medios, o algún personaje conocido. 
En los años '80 y '90 se hicieron sets de libro-audio que adaptaban las películas populares orientadas a la familia, las historias podían ser nuevas, con voces de otros actores o eran directamente extractos de la película con narraciones incluidas. Disneyland Records y otras compañías produjeron muchos sets, como Peter Pan Records, Power Records, Marvel Comics Group y otros, usando discos de larga duración o sencillos de 45 RPM antes de la era digital. 
A fines de 1940 y a comienzos de los años '50 Capitol Records produjo muchos sets libro-audio para niños, basado en el conocido payaso americano Bozo con la clásica música de fantasía El piano mágico de Sparky. 
En los '90 se hizo el set ilustrado de la película E.T., el extraterrestre de 1982 y que es narrado por Michael Jackson, transformándose con el tiempo, una vez que ya dejó de venderse, en un producto coleccionable de muy alto valor y cotizable.

## Sets clásicos
- E.T., Buena Vista Records, 1982. Narrada por Gertie (Drew Barrymore).[1] Existe otra edición narrada por Michael Jackson.[2]
- Spider Man, Marvel Comics Group, 1974.
- Star Trek, Peter Pan Records.